# Ophiomastus
Ophiomastus is een geslacht van slangsterren uit de familie Ophiuridae. De wetenschappelijke naam van het geslacht werd in 1878 voorgesteld door Theodore Lyman. In de protoloog plaatste hij uitsluitend de soort Ophiomastus tegulitius in het geslacht, waarmee die automatisch de typesoort werd.

## Soorten
- Ophiomastus bispinosus Mortensen, 1925
- Ophiomastus bulufonica Tommasi, 1976
- Ophiomastus conveniens Koehler, 1923
- Ophiomastus flora Litvinova, 1981
- Ophiomastus ludwigi Koehler, 1900
- Ophiomastus melanieae Hertz, 1927
- Ophiomastus meridionalis (Lyman, 1879)
- Ophiomastus molinae Castillo-Alárcon, 1968
- Ophiomastus perforatus Hertz, 1926
- Ophiomastus perplexus Koehler, 1904
- Ophiomastus platydiscus H.L. Clark, 1939
- Ophiomastus primula Hertz, 1926
- Ophiomastus satelitae Tommasi & Abreu, 1974
- Ophiomastus secundus Lyman, 1878
- Ophiomastus serratus (Mortensen, 1936)
- Ophiomastus tegulitius Lyman, 1878
- Ophiomastus trispinosus Bernasconi & D'Agostino, 1977
- Ophiomastus tuberculata Tommasi, 1976
- Ophiomastus tumidus Koehler, 1897